# 鶴井俊吉
鶴井 俊吉（つるい しゅんきち、1945年 - ）は、日本の法学者、弁護士。駒澤大学名誉教授。専門は民法。

## 来歴
1968年駒澤大学法学部法律学科卒業。1970年同大学院法学研究科修士課程修了。1973年同博士後期課程単位取得満期退学、同年4月より同大学法学部助手に着任。1975年よりドイツ・ケルン大学労働経済法研究所に2年間留学。1978年駒澤大学法学部講師となる。
1982年よりドイツ・フライブルク大学外国私法及び国際私法研究所に2年間留学。1984年駒澤大学法学部助教授。1993年教授に就任。
2001年弁護士登録。2007年大学院法学研究科私法学専攻主任。2015年3月に定年退職、名誉教授。

## 著書
- 『ドイツ法における保証制度の概略 - 手形研究第334号』経済法令研究会  1982年 (金融取引と保証 - 所収)
- 『根保証の若干の問題点とその法律構成 - 現代金融担保法の展開』成文堂  1982年 (高島教授還暦記念所収)
- 『根抵当権の被担保債権の範囲 - 法学ガイド』伊藤進編著　民法(担保物権)別冊　日本評論社 1987年
- 『ドイツ債権法総論』椿・右近編　日本評論社 1988年 (信義誠実に適った給付、概説を担当)
- 『逐条判例民法』川井健など共著　法学書院 1988年 (西原道雄編所収)
- 『損害担保契約の観念は、どのような内容のものとして有用ないし必要か - 現代契約と現代債権の展望』日本評論社　1992年 (第3巻所収)
- 『注解 不動産法(1)不動産売買』青林書院 1993年
- 『注釈ドイツ契約法』右近健男編　三省堂 1995年 (第18節保証を担当)
- 『民法Ⅳ（債権各論）』平井一雄編　青林書院 2002年 (第1章、第4節 契約の解除を担当)
- 『ファンダメンタル法学講座 民法〈2〉物権・担保物権』不磨書房 2005年 共著(中山知己,草野元己,清原泰司,岸上晴志,鹿野菜穂子)[2]

「国立国会図書館サーチ」を参照